# MHPArena
Die MHPArena (im Sprachgebrauch oft, wie offiziell von 1949 bis 1993, Neckarstadion) ist ein Fußballstadion im Neckarpark im Stuttgarter Stadtbezirk Bad Cannstatt. Sie wurde 1933 fertiggestellt, seitdem mehrmals um- und ausgebaut und bietet heute Platz für 60.058 Zuschauer. Im Laufe der Zeit wechselte der Name des Stadions mehrmals.
Die MHPArena ist das Heimstadion der Bundesliga-Mannschaft des VfB Stuttgart. Eigentümer ist die Stadion NeckarPark GmbH & Co. KG, an der die Stadt Stuttgart mit 60 Prozent und der VfB Stuttgart mit 40 Prozent beteiligt sind.

## Lage des Stadions

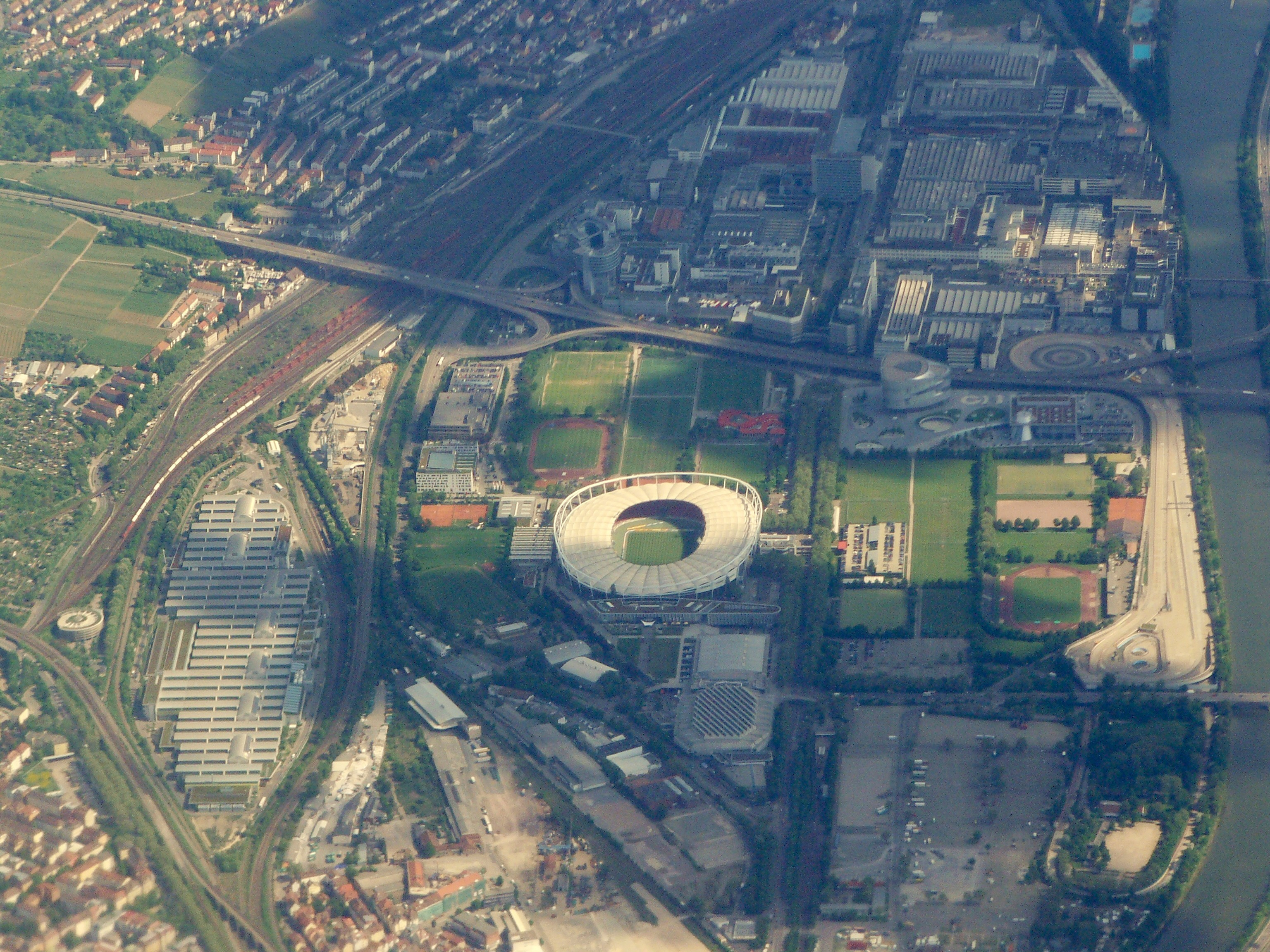
Lage der MHPArena im Neckarpark

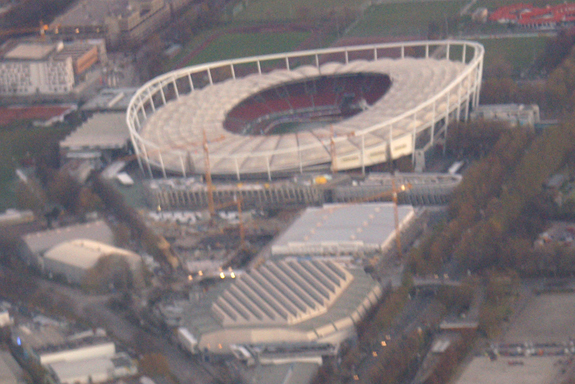
MHPArena, Carl Benz Center, Porsche-Arena und unten die Hanns-Martin-Schleyer-Halle

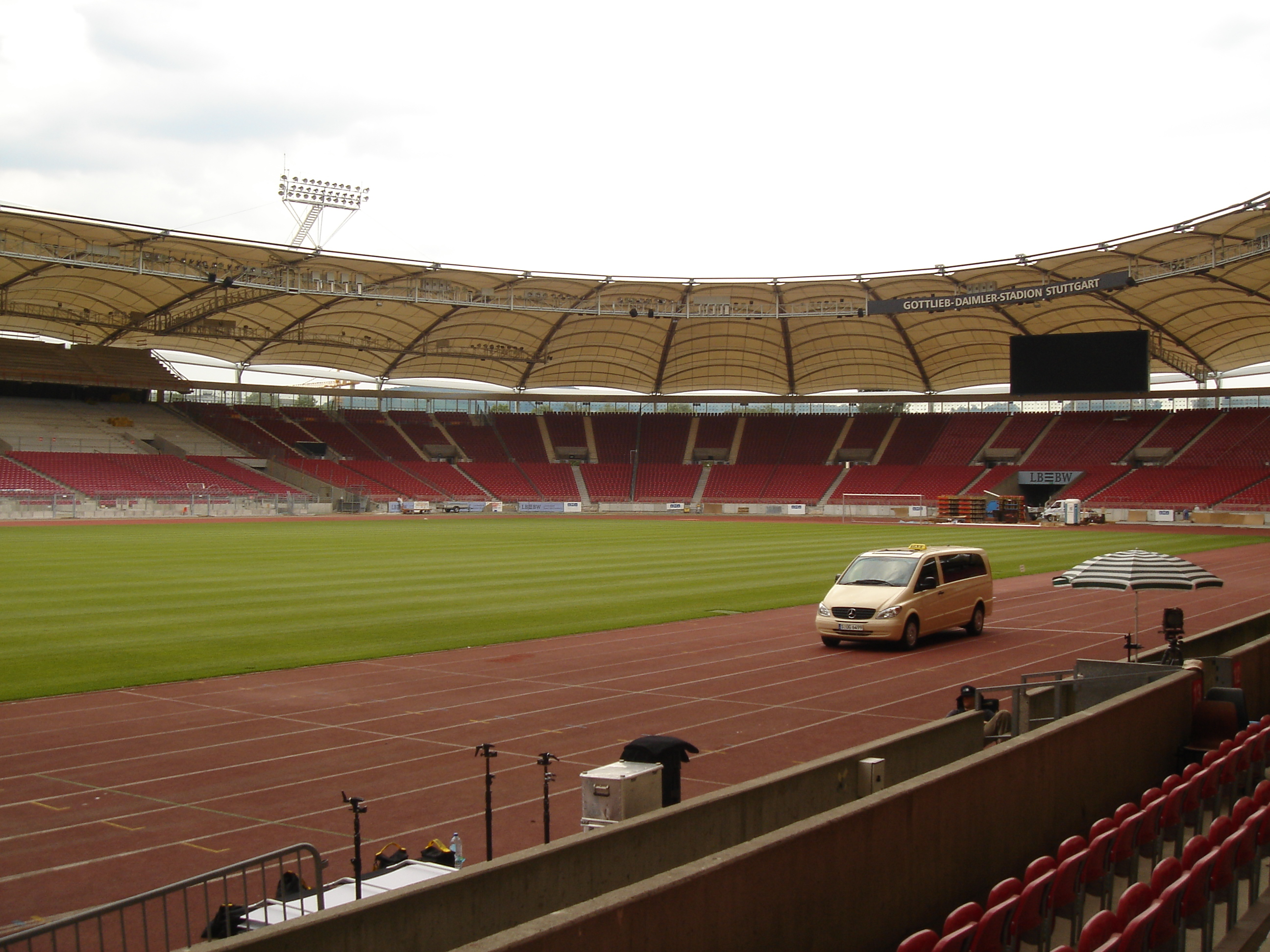
Innenansicht (Juli 2005)

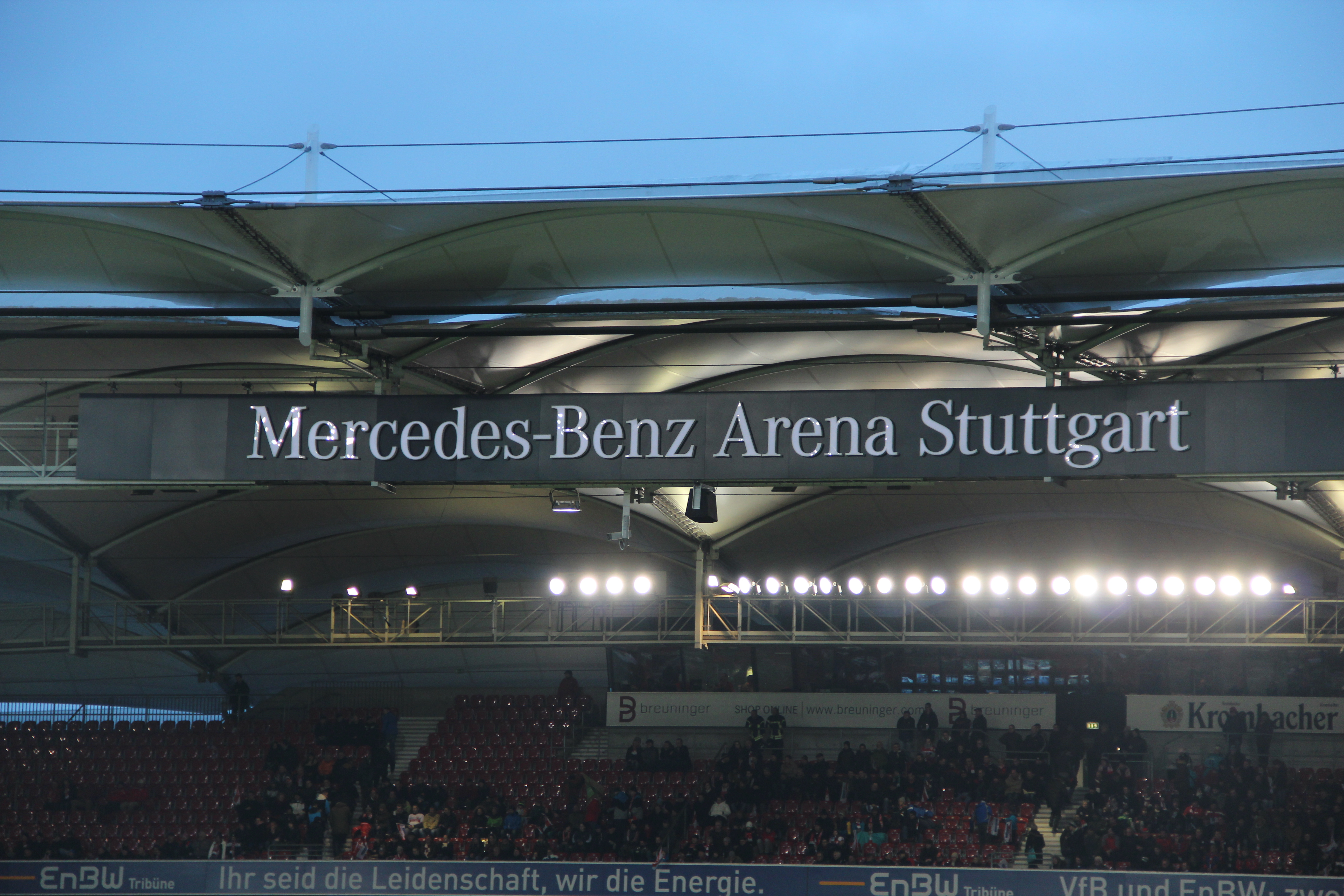
Namenszug im Stadion 2013

Die MHPArena ist das Kernstück des Neckarparks. Direkt an der Nordseite der Arena befindet sich das Carl Benz Center, ein langgestrecktes Erlebniszentrum für Fußballfans mit der Carl-Benz-Arena. Unmittelbar anschließend folgen Porsche-Arena und Hanns-Martin-Schleyer-Halle. Südlich der Arena befinden sich die Mercedes-Benz Welt und die Versuchsstrecke der Mercedes-Benz Group sowie das Stadion Festwiese. Anschließend an die Mercedes-Benz Welt befindet sich das Mercedes-Benz-Werk Untertürkheim. Südöstlich des Stadions liegt das Vereinsgelände des VfB Stuttgart mit Trainingsplätzen, Clubhaus und Robert-Schlienz-Stadion und östlich das Haus des Sports „SpOrt“. Etwa 250 Meter westlich des Stadions befindet sich der Cannstatter Wasen. Am heutigen Standort des Stadions befand sich früher ein Exerzierplatz, auf dem bereits in den 1860er-Jahren Fußball gespielt worden sein soll.

## Geschichte

### Vorgeschichte
Anlässlich der Gesundheitsausstellung im Jahr 1914 wurde das erste städtische Stadion Stuttgarts auf dem Cannstatter Wasen errichtet. Dieses brannte allerdings nach knapp dreimonatigem Bestand am 11. August 1914 komplett ab.

### 1933–1973: Bau, Umbau und Umbenennungen
Die Architekten des ursprünglichen Stadions waren Paul Bonatz und Friedrich Eugen Scholer. Das Stadion wurde 1929 bis 1933 unter dem Namen Stuttgarter Kampfbahn für das 15. Deutsche Turnfest erbaut. Schon vor der offiziellen Eröffnung stieg am 25. Juni 1933 ein Städtespiel zwischen der Auswahlmannschaft von Stuttgart und einer Auswahl von Nürnberg und Fürth vor 30.000 Zuschauern. Am 23. Juli 1933 wurde es unter dem Namen Adolf-Hitler-Kampfbahn vom Stuttgarter Oberbürgermeister Karl Strölin in Betrieb genommen und diente offenbar als Vorbild für den Bau des Berliner Olympiastadions. Es besaß die erste Tribüne Deutschlands mit frei auskragendem, stützenlosem Dach aus Stahlbeton. Zunächst fasste das Stadion rund 40.000 Zuschauer; dazu kamen 2.500 überdachte Sitzplätze auf der Tribüne. Der VfB Stuttgart feierte mit einem Freundschaftsspiel gegen den FC Schalke 04 am 20. August 1933 seine Premiere im Stadion. Das erste Stuttgarter Stadtderby in der Anlage fand am 21. Januar 1934 statt. Das erste Länderspiel im Stadion am 27. Januar 1935 gewann die Mannschaft des Deutschen Reiches deutlich mit 4:0 gegen die Schweiz. Ab 1935 wurde die Kapazität durch den Bau von provisorischen Holztribünen zwischenzeitlich auf das Fassungsvermögen von 70.000 Zuschauern erhöht, ehe diese 1938 aus Sicherheitsgründen wieder abgebaut werden mussten. 1939 wurde im Stadion vor einer bis heute für Boxveranstaltungen in Deutschland geltenden Rekordkulisse von über 60.000 Zuschauern der Boxkampf Max Schmeling gegen Adolf Heuser ausgetragen. Den Zweiten Weltkrieg überstand das Stadion weitestgehend unbehelligt.
Nach dem Krieg wurde das Stadion von der US-Besatzung zunächst in Century Stadium und später in Kampfbahn umbenannt und für Baseballspiele genutzt. Am 10. Oktober 1948 fand mit einer Partie zwischen den Stadtauswahlen von Stuttgart und Zürich das erste offizielle internationale Spiel in Deutschland nach dem Zweiten Weltkrieg statt. 1949 wurde das Stadion in Neckarstadion umbenannt. Im selben Jahr fand am 10. Juli vor 92.000 Zuschauern das Endspiel, das als „Hitzeschlacht von Stuttgart“ in die Geschichte einging, um die deutsche Fußballmeisterschaft zwischen dem VfR Mannheim und Borussia Dortmund statt. Als erste deutsche Vereinsmannschaft nach Kriegsende empfing der VfB am 10. Mai 1950 mit dem Spitzenteam FC Burnley einen englischen Verein im Neckarstadion. Am 22. November 1950 wurde hier vor 103.000 Zuschauern das erste deutsche Nachkriegsländerspiel gegen die Schweiz ausgetragen. Zwischen 1949 und 1951 wurde die Gegentribüne ausgebaut. Das für Großveranstaltungen nach wie vor unzureichende Fassungsvermögen wurde durch provisorisch errichtete Holztribünen nochmals auf 97.500 Zuschauer erhöht, was teilweise zu erheblichen Sicherheitsproblemen führte. Aufgrund von zahlreichen Verletzungen bei den Besuchern der immer wieder hoffnungslos überfüllten Großveranstaltungen bewilligte der Stuttgarter Gemeinderat 1951 den Ausbau der Untertürkheimer und Cannstatter Kurve. Als die Umbaumaßnahmen abgeschlossen waren, hatte das Neckarstadion eine Kapazität von annähernd 100.000 Zuschauern.
Am 3. Juni 1959 fand dort vor 80.000 Zuschauern das Endspiel im Europapokal der Landesmeister zwischen Real Madrid und Stade Reims und am 5. September 1962 eins der beiden Finalspiele im Europapokal der Pokalsieger zwischen Atlético Madrid und dem AC Florenz statt. Am 29. Juni 1963 wurde das letzte Endspiel um die Deutsche Meisterschaft vor Einführung der Bundesliga zwischen dem 1. FC Köln und Borussia Dortmund in Stuttgart ausgetragen. Um die bereits sportlich vollzogene Qualifikation des VfB Stuttgart zur Bundesliga vollends zu sichern, musste im Sommer 1963 eine Flutlichtanlage im Neckarstadion installiert werden. Die Stadt Stuttgart setzte alle Hebel in Bewegung, um das finanziell aufwändige Projekt kurzfristig umzusetzen. Schließlich wurde die neue Flutlichtanlage Anfang August 1963 mit einem Freundschaftsspiel zwischen dem VfB und dem FK Partizan Belgrad feierlich eröffnet. 1967 und 1971 fand jeweils das Finale des DFB-Pokals in Stuttgart statt.

### 1974–1993: Große Veranstaltungen und umfassende Umbaumaßnahmen
Für die Fußball-Weltmeisterschaft 1974 wurde die Haupttribüne abgerissen sowie an ihrer Stelle eine neue dreigeschossige Tribüne errichtet. Die Gegentribüne wurde überdacht, und in der Mitte der Untertürkheimer Kurve wurde eine alphanumerische Anzeigetafel errichtet. Diese wurde oberhalb des Marathontores, zwischen Unter- und Oberrang, stehend installiert. Diese Platzierung der Tafel wurde trotz Wegfall der hinter ihr liegenden Plätze gewählt, weil dort im Gegensatz zu einem Standort ganz oben der wegen ihrer Masse nötige Unterbau vorhanden war und die Sicht darauf von den Geraden nicht durch die Tribünenüberdachung behindert war. Das Stadion fasste nunmehr 72.000 Zuschauer, bei internationalen Spielen mit erhöhter, aber platzraubender Kapazität für die Presse, knapp 70.000 Zuschauer, davon knapp 40.000 Sitzplätze. Während des Turniers fanden im Stadion vier Spiele statt: in der Vorrunde die Partien Polen gegen Argentinien (3:2), Argentinien gegen Italien (1:1) und Polen gegen Italien (2:1) sowie in der 2. Runde der Gruppe B Polen gegen Schweden (1:0).
1976 fand nach zweijähriger Vorbereitungszeit im Neckarstadion das erste Freiluftkonzert in einem deutschen Fußballstadion statt, bei dem die Rolling Stones und andere Bands auftraten. Promoter dieses Ereignisses waren Jürgen Weber, Rainer Pörtner und Fritz Rau. Um der Stadt beweisen zu können, dass der Fußballrasen nicht unter den Besuchern leidet, mussten umfangreiche Gutachten von der Landwirtschaftlichen Universität Hohenheim erstellt werden. Das gesamte Feld, einschließlich der Tartanbahn wurden mit PVC-Küchenbelägen belegt.
1981 fand letztmals das Finale des DFB-Pokals in Stuttgart statt. 1986 erhielt die Arena anstelle der alten Anzeigetafel als erstes deutsches Stadion eine Vollmatrix-Farb-Videowand, wodurch die Kapazität auf knapp unter 70.000 Zuschauer sank, da durch die größere Breite weitere Stehplätze in der Untertürkheimer Kurve ausfielen. Im selben Jahr war das Stadion Austragungsort der Leichtathletik-Europameisterschaften 1986. Trotz schlechten Wetters besuchten insgesamt 300.000 Zuschauer die Veranstaltungen. Für die Organisation der Europameisterschaften erhielt die Stadt Stuttgart den Olympic Cup des IOC.
Am 25. Mai 1988 fand dort das Endspiel im Europapokal der Landesmeister zwischen der PSV Eindhoven und Benfica Lissabon vor 70.000 Zuschauern statt.
Während der Fußball-Europameisterschaft 1988 war das Stadion Austragungsort von zwei Spielen: die Vorrundenpartie England gegen Irland (0:1) sowie das Halbfinalspiel zwischen Italien und der Sowjetunion (0:2).
Am 17. Mai 1989 spielte der VfB Stuttgart dort im zweiten Finalspiel des UEFA-Pokals gegen den SSC Neapel 3:3. Das Hinspiel hatte Stuttgart mit 1:2 verloren.
Am 19. Dezember 1990 fand das erste Heimspiel einer gesamtdeutschen Nationalmannschaft nach der Wiedervereinigung in Stuttgart statt.

### 1993–2008: Leichtathletik-Weltmeisterschaften und die zweite Fußball-WM
1990 wurde eine Rasenheizung installiert. Für die Leichtathletik-Weltmeisterschaften 1993 wurden die Überdachungen von Haupt- und Gegentribüne abgerissen und durch die heute noch bestehende komplette Membran-Überdachung ersetzt. Zudem wurde eine neue Flutlichtanlage installiert. Die meisten Stehplätze wurden in Sitzplätze umgewandelt; die Kapazität sank dadurch auf 53.700 Plätze, davon 47.600 Sitzplätze. Die Leichtathletik-Weltmeisterschaften wurden von insgesamt 585.000 Zuschauern besucht – die höchste je erreichte Zuschauerzahl bei Leichtathletik-Weltmeisterschaften. Für „das große Zuschauerinteresse, die Fachkundigkeit und Begeisterung des Publikums“ wurden die Besucher der Weltmeisterschaften mit dem Fairplay-Preis der UNESCO ausgezeichnet.
Im Rahmen des Umbaus zu den Leichtathletik-Weltmeisterschaften erhielt das Stadion den Namen „Gottlieb-Daimler-Stadion“. Dies wurde durch einen Beschluss des Gemeinderats der Stadt Stuttgart gefasst. Der damalige Automobilkonzern Daimler-Benz finanzierte zwar für 10 Millionen D-Mark den Bau eines überdachten Übergangs bei der benachbarten Hanns-Martin-Schleyer-Halle, jedoch erfolgte die Umbenennung des Stadions auf freiwilliger Basis. Daimler-Benz lehnte eine Umbenennung zunächst ab, da es seitens des Konzerns keine Bedingungen für die Finanzierung des Baus gab. Dies waren die Informationen, welche die Öffentlichkeit seinerzeit erhielt.
Tatsächlich jedoch schloss die Stadt Stuttgart 1992 einen Geheimvertrag mit der damaligen Daimler-Benz AG, der eine Umbenennung des Stadions zu Gottlieb-Daimler-Stadion auf unbeschränkte Laufzeit vorsah. Das Stadion konnte somit nur noch mit Zustimmung von Daimler-Benz ein weiteres Mal umbenannt werden. Im Gegenzug bekam die Stadt Stuttgart als Eigentümerin des Stadions für den Ausbau des Areals rund 10 Millionen DM. Enthüllt wurde dieser Deal durch die Stuttgarter Zeitung im Zuge einer Untersuchung der EnBW, die unter Fans des VfB Stuttgart eine telefonische Umfrage durchführte, ob das Stadion künftig unter einem neuen Namen vermarktet werden sollte.
Die Bezeichnung Gottlieb-Daimler-Stadion stellt somit indirekt das erste Stadion-Sponsoring in der deutschen Fußball-Bundesliga dar.
Von 1994 bis 1997 fand der Eurobowl, das Endspiel des höchsten europäischen Wettbewerbs für Vereinsmannschaften in der Sportart American Football, jeweils im Gottlieb-Daimler-Stadion statt.
Zwischen 1999 und 2003 wurde der zweite Rang der Haupttribüne abgerissen und durch einen neuen Oberrang ersetzt. Zwischen beiden Rängen befinden sich heute 44 Logen. Vor der Haupttribüne wurden ein Vorgebäude mit gastronomischen Einrichtungen und ein Parkhaus errichtet. In einem weiteren Bauabschnitt erhielt das Stadion zwischen 2004 und 2005 u. a. einen Oberrang für die Gegentribüne sowie zwei neue Anzeigetafeln, die am Dach hängend jeweils mittig über den beiden Hintertortribünen angebracht wurden und die bisherige Tafel ersetzten, sodass die Plätze hinter dieser wieder freigegeben wurden. Dadurch stieg die Kapazität auf nunmehr 55.896 Plätze bzw. bei einer Belegung nur mit Sitzplätzen auf 53.198 Plätze. Im Vorfeld der Fußball-Weltmeisterschaft 2006 erhielt das Stadion als einziges großes Leichtathletikstadion eine grüne Laufbahn.
Während der Fußball-Weltmeisterschaft 2006 fanden im Gottlieb-Daimler-Stadion sechs Partien statt, vier Spiele der verschiedenen Vorrundengruppen, das Achtelfinale zwischen England und Ecuador (1:0) sowie das Spiel um Platz 3 zwischen Gastgeber Deutschland und Portugal (3:1).
Zwischen dem Umbau mehrerer ehemaliger Leichtathletikstadien bis 2005 und der Entfernung der Laufbahn 2009 war die Arena neben dem Olympiastadion Berlin, dem Olympiastadion München und dem Nürnberger Stadion eines von vier deutschen Großstadien, die für Leichtathletik-Wettbewerbe genutzt werden konnten.

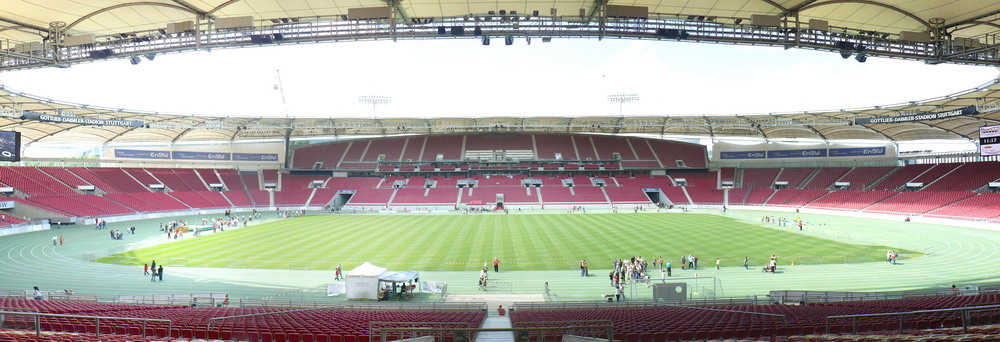
Das Stadion im Zustand von 2006 bis 2009

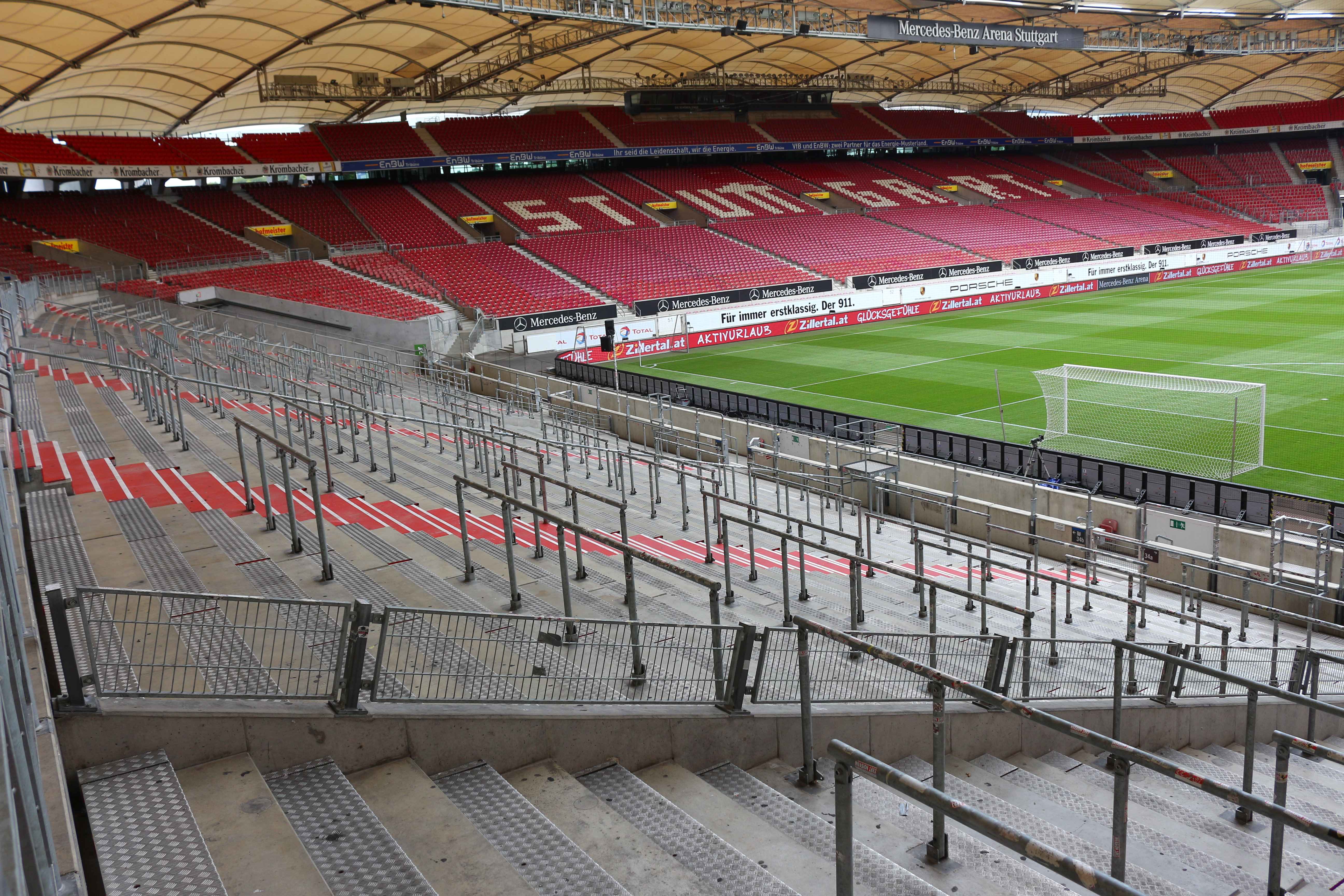
Stehplatzbereich Cannstatter Kurve

### 2008–2011: Umbau zur reinen Fußballarena

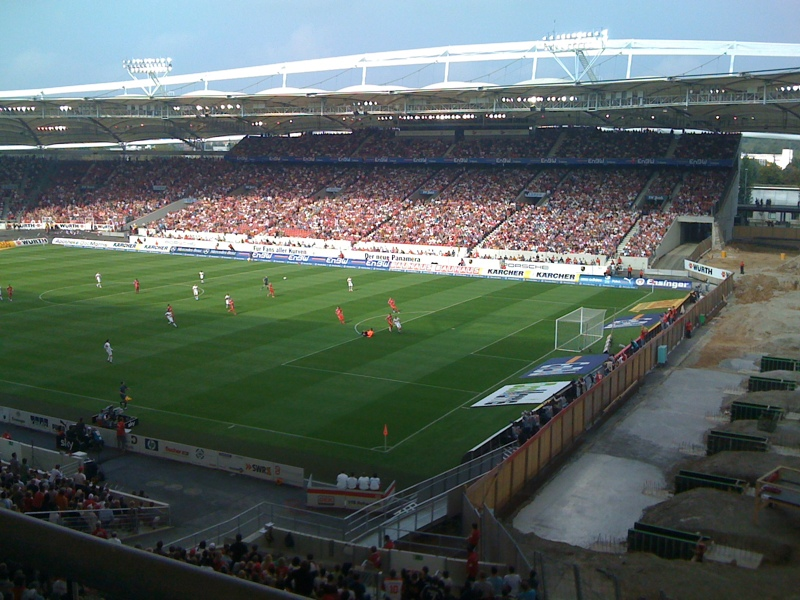
Sicht vom Oberrang der Haupttribüne im September 2009

Im Juli 2006 legte der damalige Präsident des VfB Stuttgart Erwin Staudt der Stadt Stuttgart eine Machbarkeitsstudie für den Umbau des Gottlieb-Daimler-Stadions in ein reines Fußballstadion vor. Anfang März 2008 wurde bekannt, dass sich der Verein mit der Stadt über einen Umbau geeinigt hat. Das Stadion wird an eine Objektgesellschaft übertragen, an der sich die Stadt und der VfB Stuttgart beteiligen, letzterer mit einer stillen Einlage in Höhe von 27 Millionen Euro. 20 Millionen davon kommen aus dem Verkauf der Namensrechte der Arena an den Daimler-Konzern. Aus Pacht- und anderen Zahlungen des VfB sollen jährlich 2,6 Millionen Euro erzielt werden. Dazu kommt ein Erbbauzins in Höhe von 800.000 Euro jährlich. Am 8. Mai 2008 stimmte der Stuttgarter Gemeinderat dem Umbau offiziell zu. Von 56 Stadträten stimmten bei fünf Enthaltungen 47 dem Umbau zu.
Am 30. Juli 2008 wurde das Gottlieb-Daimler-Stadion im Rahmen eines Freundschaftsspiels des VfB Stuttgart gegen den FC Arsenal in Mercedes-Benz Arena umbenannt. Am 13. und 14. September 2008 fand mit dem 3. Weltfinale der Leichtathletik die letzte Leichtathletik-Veranstaltung in der Mercedes-Benz Arena statt. Der Württembergische Leichtathletik-Verband hatte vergeblich gegen den Umbau in ein reines Fußball-Stadion protestiert.

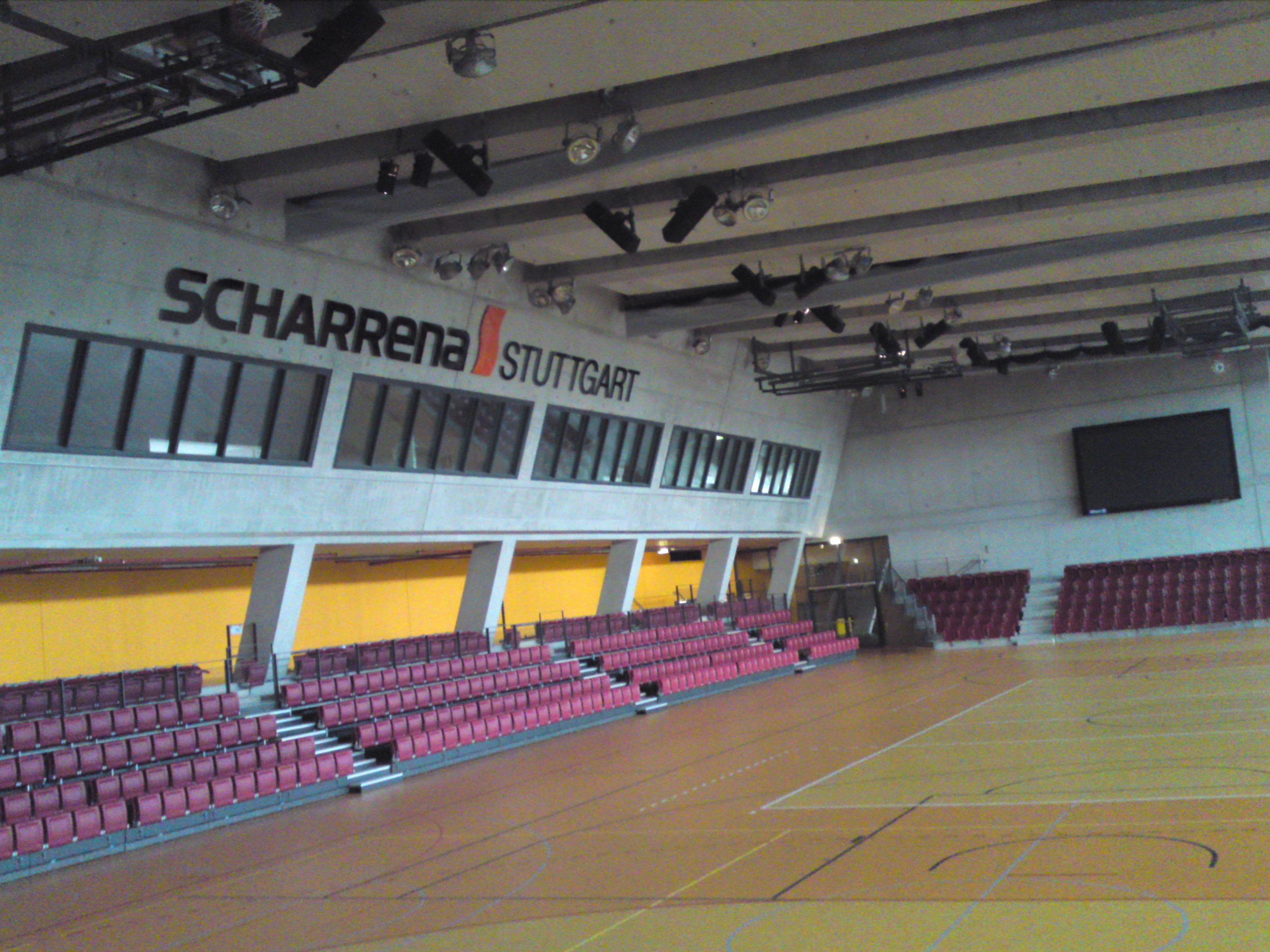
Die Scharrena unter der Untertürkheimer Kurve

 Nachdem erste Vorarbeiten bereits im April 2009 begannen, erfolgte der offizielle Baggerbiss am 18. Mai 2009. Der komplette Abbruch der Untertürkheimer Kurve begann im Mai 2009 und wurde bis Juli 2009 abgeschlossen. Danach begann der Bau der neuen Tribüne und der unter der Tribüne liegenden Scharrena, einer Sporthalle für rund 2.000 Besucher. Zu Beginn der Saison 2010/11 wurde die Tribüne fertiggestellt. In der Tribüne entstand ein Businessbereich für 680 Besucher. Vor der Tribüne wurde ein Ordnergraben und ein Bereich für Behinderte eingerichtet. Die erste Sitzreihe befindet sich ca. 15–17 Meter hinter der Spielfeldbegrenzung.

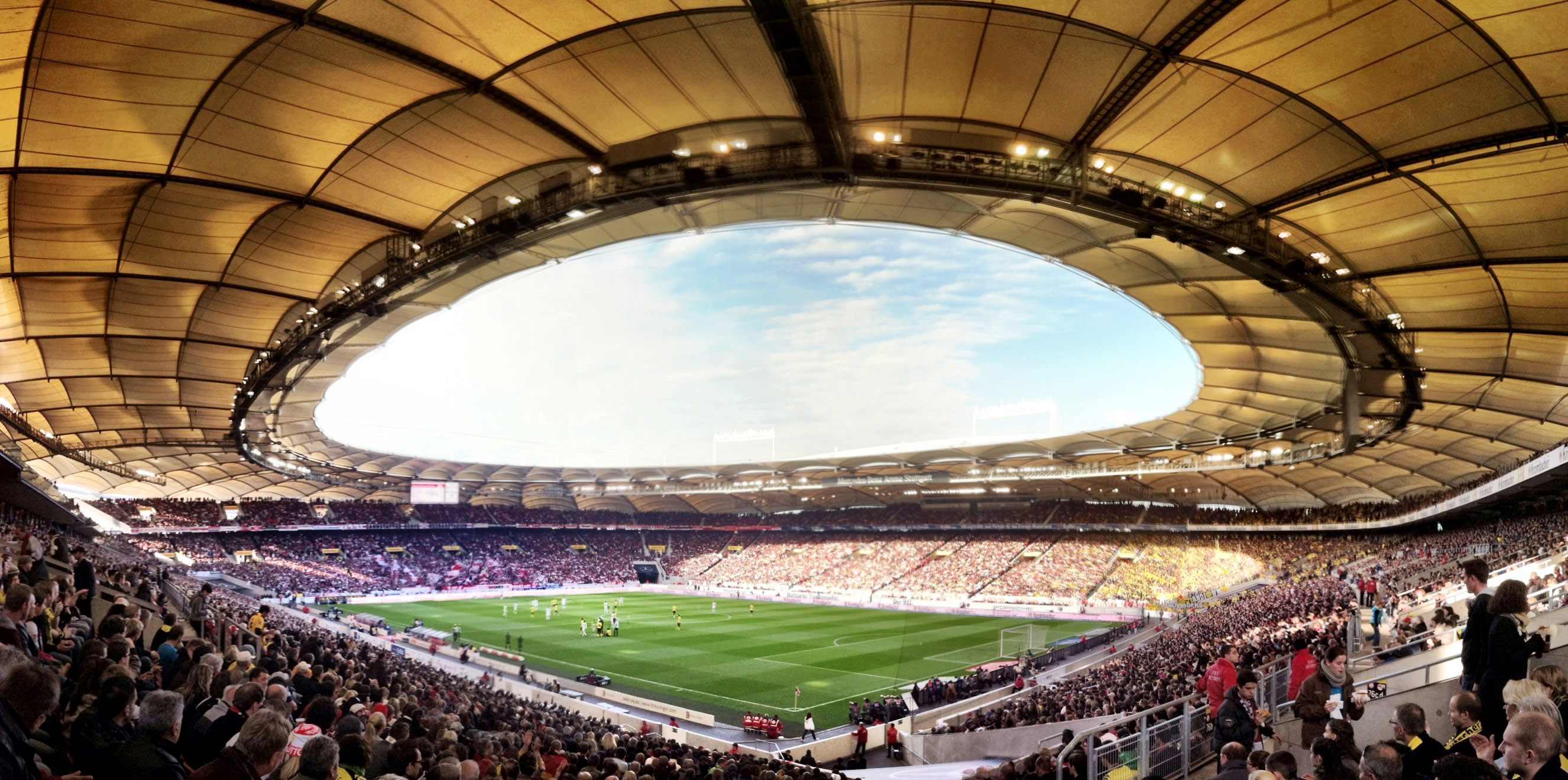
Die 2011 fertiggestellte Mercedes-Benz Arena

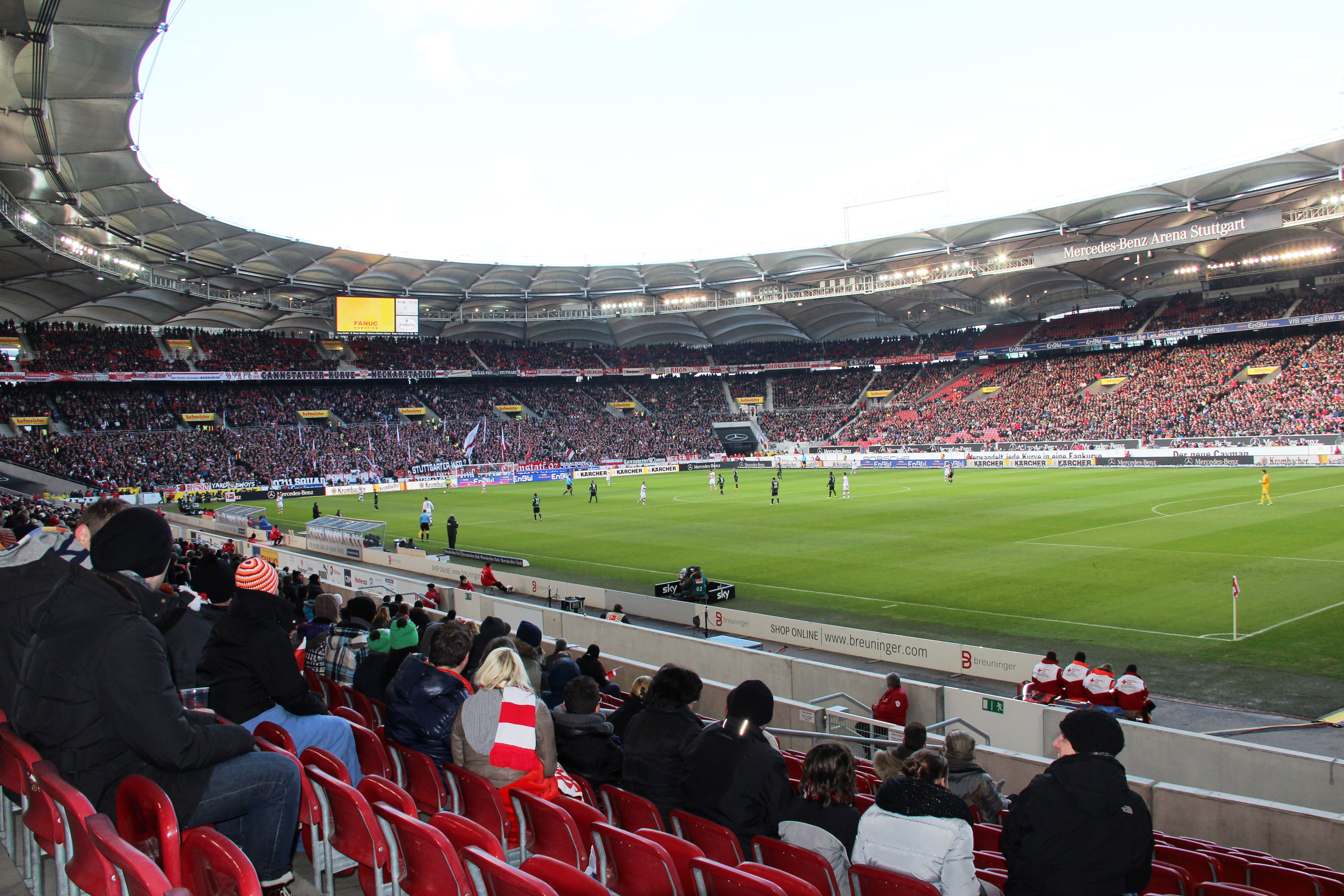
Blick von der Haupttribüne zur Cannstatter Kurve 2013

Bereits im April 2009 begannen die ersten Vorbereitungen zur Tieferlegung des Spielfelds um 1,30 Meter, die im Juli vor Beginn der Saison 2009/10 abgeschlossen wurden. Die Haupttribüne und Gegengerade wurden im Anschluss an die Tieferlegung des Spielfelds nach unten um jeweils fünf Sitzreihen erweitert. Dieser Bauabschnitt wurde ebenfalls vor dem Beginn der Saison 2009/10 abgeschlossen.
Der Abbruch der Cannstatter Kurve begann nach dem letzten Heimspiel des VfB Stuttgart in der Saison 2009/10. Seit August 2011 kann die neue Tribüne vollständig verwendet werden. Danach wurden noch Innenausbauten fertiggestellt, durch die unter anderem ein Fantreff entstand, der im November 2011 eröffnet wurde. Die neue Cannstatter Kurve verfügt über 8.100 Stehplätze. Die Anpassung der Dachkonstruktion wurde im Juli 2011 abgeschlossen. Dabei wurde ein weiterer Ring in der Mitte der Arena angebracht, wodurch die Hintertortribünen großteils überdeckt werden.
Im Juli 2012 wurden die Gesamtkosten für den Umbau samt Scharrena auf insgesamt 77,81 Millionen Euro beziffert, was einer Kostensteigerung von 4,1 Prozent und damit absolut 3,04 Millionen Euro gegenüber der ursprünglichen Kostenplanung von 74,76 Millionen Euro entspricht. Gründe für die Kostensteigerungen waren unter anderem der zeitlich enge Rahmen sowie die komplizierte Dachkonstruktion der Scharrena und die sehr kalte Winterphase während des Baus.

### Seit 2011: Renovierungen, erneute Umbenennung und die zweite Fußball-EM
In der Sommerpause 2017 wurde das Stadiondach für 9,75 Mio. Euro erneuert, da die Membran, mit der seit den Leichtathletik-Weltmeisterschaften 1993 das Stadion überspannt wurde, nach 24 Jahren das Ende ihrer Lebensdauer erreicht hatte.
Das Stadion wurde im September 2017 als einer von zehn Austragungsorten der Fußball-Europameisterschaft 2024 ausgewählt.

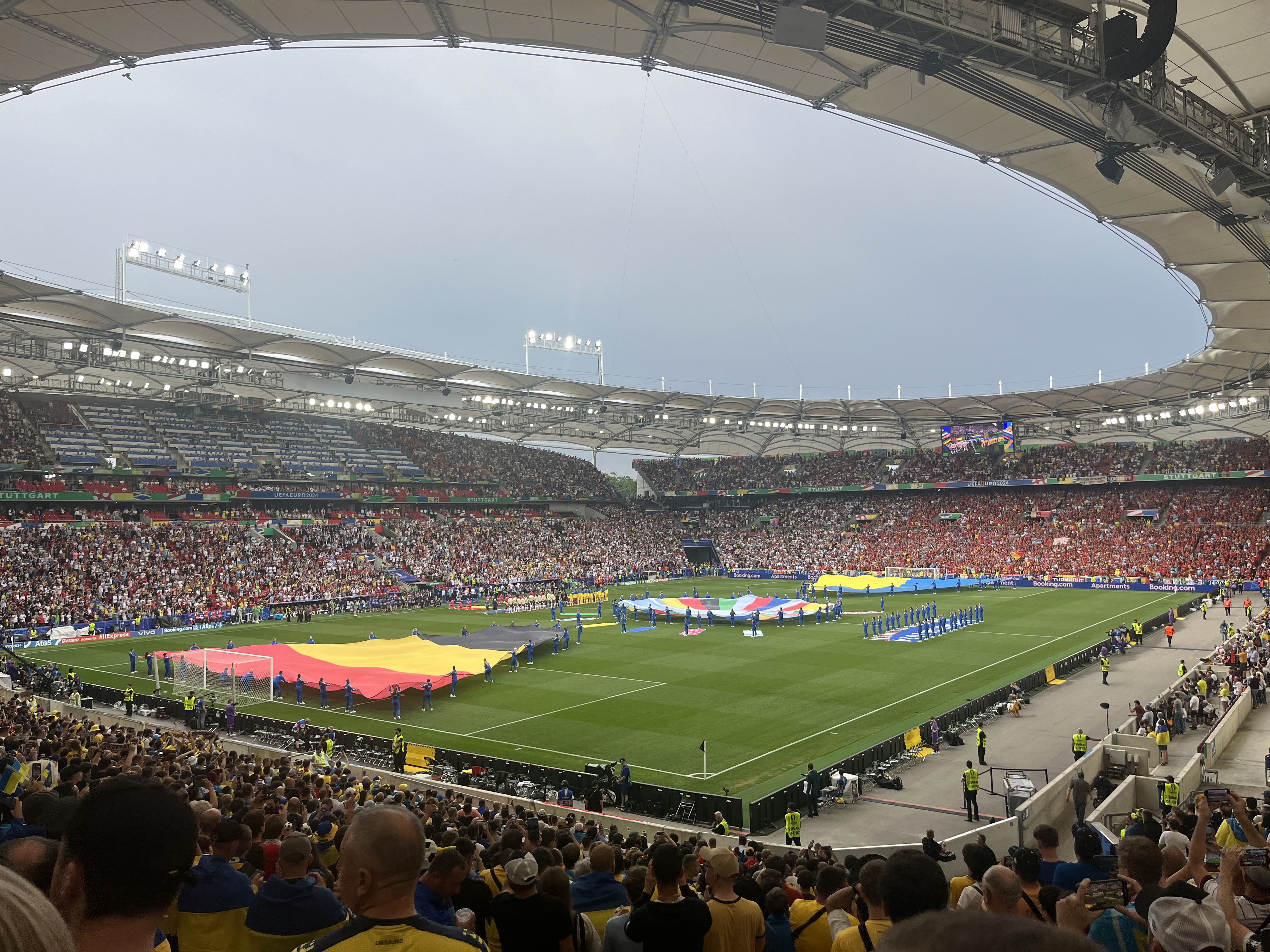
Die MHP-Arena und die renovierte Haupttribüne des Stadions während des Gruppenspiels zwischen der Ukraine und Belgien bei der Europameisterschaft 2024.

Von 2022 bis 2024 wurden in der Arena im Vorfeld der Fußball-Europameisterschaft 2024 verschiedene Baumaßnahmen vorgenommen. Die untere Ebene der noch aus dem Jahr 1974 stammenden Haupttribüne wurde komplett neu aufgebaut und die Haupttribüne bis zu den Dachstützen erweitert. Dabei entstanden neue Mannschaftskabinen, Sportfunktionsräume, ein neues Mediencenter, ein weiterer Business-Bereich sowie eine moderne Produktionsküche. Infolge der Umbauarbeiten sank die Kapazität des Stadions vorübergehend in der Saison 2022/23 auf 47.500 Plätze. Die Cannstatter Kurve erhielt im Zuge der Baumaßnahmen einen eigenen Bereich für Rollstuhlfahrer. In der gesamten Arena wurden die Kioskanlagen modernisiert und digitalisiert sowie die Wegeführung verbessert. Die geplanten Baukosten sollten sich ursprünglich auf rund 98,5 Millionen Euro belaufen. Sie stiegen allerdings im Verlauf auf 130 Millionen Euro. Ende März 2024 wurde der Umbau fertiggestellt.
Am 27. Juni 2023 gaben der VfB Stuttgart, Porsche, die Mercedes-Benz Group und die MHP Management- und IT-Beratung auf einer gemeinsamen Pressekonferenz bekannt, dass Mercedes-Benz vorzeitig auf das Namensrecht verzichtet und MHP mit der Umbenennung zur MHPArena zum 1. Juli 2023 das Namensrecht zunächst für zehn Jahre gesichert hat. Für die Europameisterschaft 2024 wurde gemäß den Regularien der UEFA der Name Stuttgart Arena verwendet.
Am 24. Mai 2024 teilte die European League of Football (ELF) mit, dass das Finale der ELF-Saison 2025 in der MHP-Arena stattfinden wird. Die American-Football-Liga wird dabei vom VfB Stuttgart unterstützt.
Zudem fanden im Juni 2025 ein Halbfinalspiel sowie das Spiel um Platz 3 der UEFA Nations League 2024/25 in der MHPArena statt.

## Technik

### Fassungsvermögen
Von 2004 bis 2005 wurde das Stadion für die Weltmeisterschaft 2006 umgebaut. Das Fassungsvermögen betrug danach 55.896 Zuschauer, bzw. 53.198 bei reiner Sitzplatznutzung. Vor Beginn der Umbauarbeiten konnte das Stadion 54.267 Zuschauer aufnehmen, davon 6060 auf Stehplätzen. Bei reiner Sitzplatznutzung betrug das Fassungsvermögen 50.348 Zuschauer. Nach dem Umbau im Jahr 2011 betrug das Fassungsvermögen 60.449 Zuschauer, davon 49.224 Sitzplätze und 11.225 Stehplätze; 54.812 Plätze bei reiner Sitzplatznutzung. Im Zuge der Modernisierung der Haupttribüne soll das Fassungsvermögen bis 2024 um etwa 400 Sitzplätze sinken. In der Bundesligasaison 2022/23 hatte das Stadion vorübergehend eine Kapazität von etwa 47.500 Besuchern. Die Kapazität wurde für die Hinrunde der Saison 2023/24 bis zur endgültigen Fertigstellung auf 56.589 Zuschauer begrenzt und konnte ab Ende März 2024 wieder vollständig ausgeschöpft werden. Die Kapazität beträgt seither 60.058 Zuschauer; 50.998 Plätze bei reiner Sitzplatznutzung.

### Überdachung
Das Dach deckt die Längstribünen vollständig und die Hintertortribünen größtenteils. Das Dachmaterial besteht aus einem PVC-beschichteten Polyestergewebe mit einer Lichtdurchlässigkeit von ca. 8 Prozent. Die Reißfestigkeit eines 10 Zentimeter breiten Streifen dieses Materials beträgt ca. 1000 Kilogramm. Für die Dachkonstruktion wurden insgesamt ca. 2700 Tonnen Stahl und rund 420 Tonnen hochfeste Stahlseile und Gussteile verwendet. Aufgrund von Alterungserscheinungen des Gewebes wurde das Dach 2017 komplett neu bespannt. Im Zuge der Modernisierungsmaßnahmen von 2022 bis 2024 erhält die Dachmembran eine Multicolor-Beleuchtung. Zudem wird auf den Sicheln des oberen Druckrings der Dachkonstruktion eine Photovoltaik-Anlage mit 300 kW-Peak installiert, um Strom für den Eigenverbrauch zu liefern.

### Flutlichtanlage

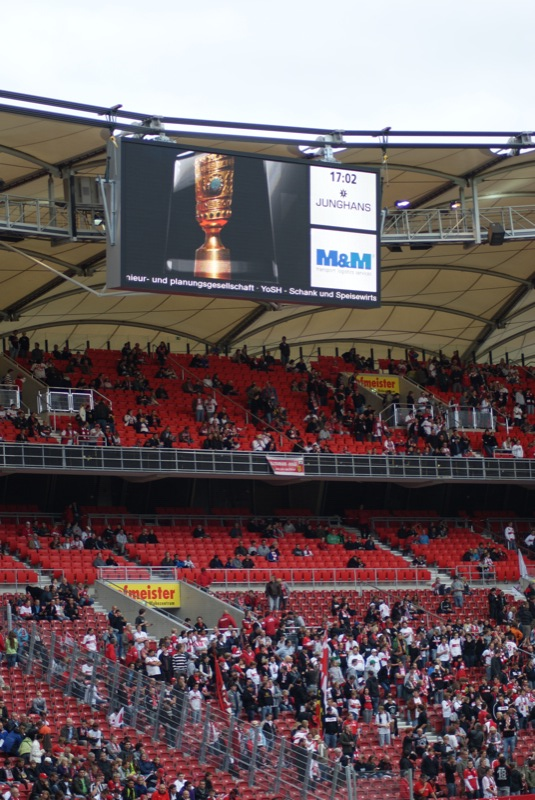
Die Untertürkheimer Kurve mit der Anzeigetafel

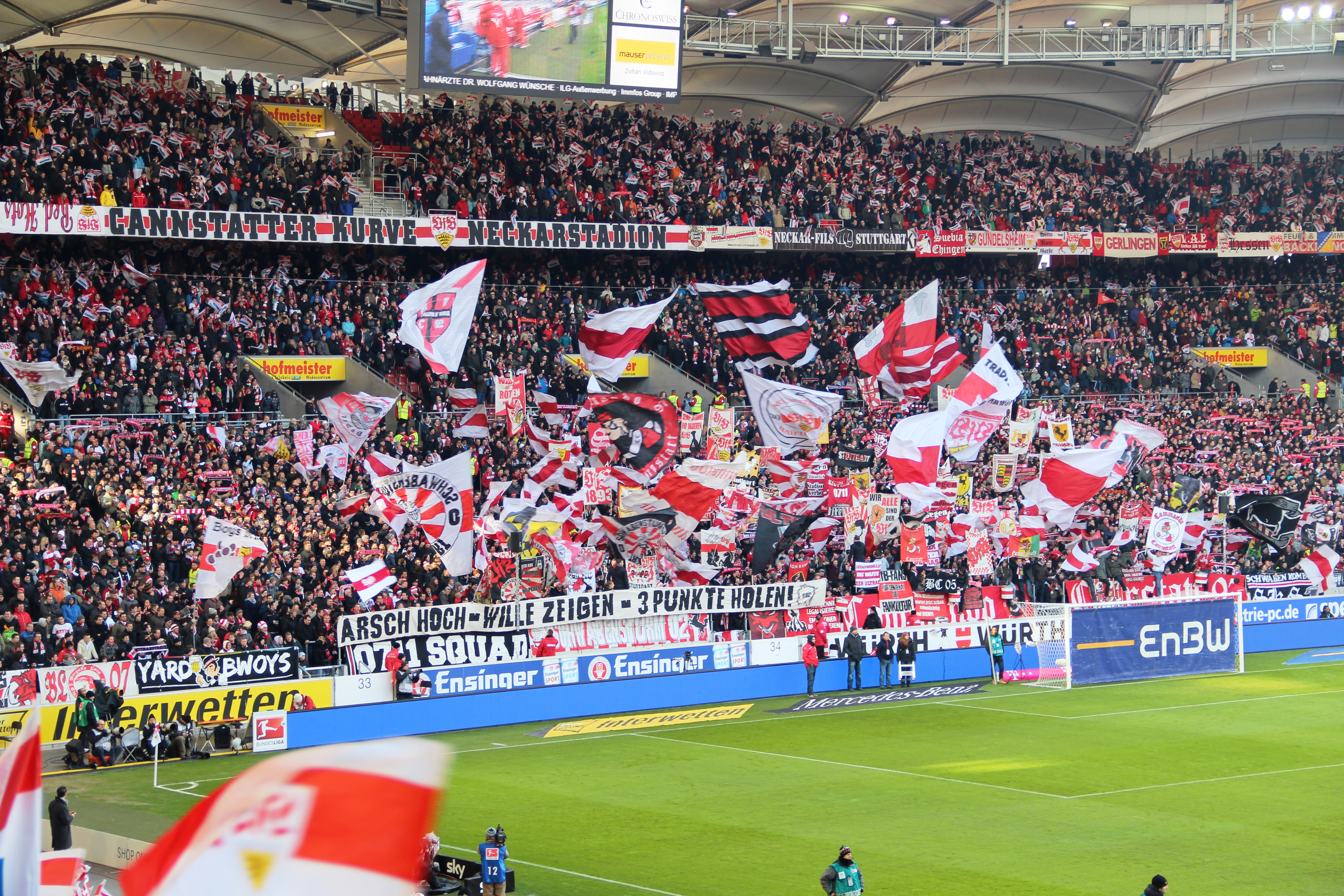
Die Cannstatter Kurve des Stadions, der Stehplatzbereich für VfB-Fans

Die Flutlichtanlage besteht aus 284 Flutlichtscheinwerfern mit je 1800 Watt Leistung, sowie 136 Strahlern mit je 2000 Watt, die für die Spiele der WM 2006 hinzugefügt wurden. Damit erreicht die Beleuchtungsanlage eine Gesamtleistung von ca. 780 Kilowatt und einer vertikalen Beleuchtungsstärke von bis zu 2000 Lux. Im Zuge der Modernisierungsmaßnahmen von 2022 bis 2024 wird die Arena-Beleuchtung, inklusive des Flutlichts, auf energieeffiziente LED-Technik umgerüstet.

### Anzeigetafel
In beiden Kurven der Arena hingen bis zum Umbau zur reinen Fußballarena zwei identische LED-Anzeigetafeln mit den Maßen 17,12 Meter auf 7,22 Meter, je 603.136 Leuchtdioden und einem Gewicht von je 11 Tonnen. Die Bildschirmfläche betrug je Anzeigetafel 115 Quadratmeter. Nach dem Abriss der alten Kurven wurden zwei neue LED-Videoleinwände installiert. Diese Videoleinwände verfügen mit circa 600.000 LEDs sowie einem Gewicht von circa 6,8 Tonnen jeweils über die Maße 12 Meter auf 5,10 Meter und erreichen somit eine Bildschirmfläche von jeweils 61,2 Quadratmeter.

### Beschallungsanlage
Die computergesteuerte Anlage besteht aus einer Regiezentrale mit einem 24-kanaligen Mischpult sowie sieben dezentral im Stadion untergebrachten Verstärkerzentralen mit einer Gesamtleistung von 91 Kilowatt. An diesen sind 152 Hochleistungslautsprecher in Mehrwegtechnik angeschlossen. Bis zu 120 Dezibel Schallpegel sind erreichbar. Seit Sommer 2023 kommt ein energieeffizienteres Beschallungssystem zum Einsatz.

### Rasenheizung
Etwa 20 Zentimeter unter der Grasnarbe des Rasens befinden sich über 20 Kilometer verlegte Heizungsrohre.

### Mobilfunk
Im Zuge der Umbauarbeiten vor der Europameisterschaft 2024 stattete man die MHPArena mit der 5G-Funktechnik aus. Dazu wurde die MIMO-Technik implementiert, die Down- und Upload in hoher Geschwindigkeit gewährleisten soll. Die Anlage ist auf 120.000 Menschen ausgelegt.

## Veranstaltungen
Neben den Heimspielen des VfB Stuttgart finden in der MHPArena auch immer wieder andere Veranstaltungen statt. So spielten dort u. a. 1976, 2006 und 2018 die Rolling Stones, 1989 Pink Floyd, 2007 Herbert Grönemeyer, 2008 Bon Jovi, 2013 Robbie Williams, 2015 und 2018 Helene Fischer sowie 2019 Phil Collins Konzerte. Regelmäßig ist auch der Zieleinlauf des Stuttgart-Laufs in der Arena. Die Stuttgarter Kickers spielten während ihrer beiden Bundesligaspielzeiten 1988/89 und 1991/92 hier. Zudem wurden einzelne Spiele der Kickers und der 2. Mannschaft des VfB mit hohem Zuschaueraufkommen dort ausgetragen.

### Spiele der deutschen Fußballnationalmannschaft
Die deutsche Fußballnationalmannschaft trat bisher zu folgenden Begegnungen im Stadion an:
|                                                    |   |                             |                      |
| 27. Januar 1935, Freundschaftsspiel                |   |                             |                      |
| Deutsches Reich                                    | – | Schweiz                     | 4:0 (2:0)            |
| 21. März 1937, Freundschaftsspiel                  |   |                             |                      |
| Deutsches Reich                                    | – | Frankreich                  | 4:0 (2:0)            |
| 9. März 1941, Freundschaftsspiel                   |   |                             |                      |
| Deutsches Reich                                    | – | Schweiz                     | 4:2 (1:1)            |
| 1. November 1942, Freundschaftsspiel               |   |                             |                      |
| Deutsches Reich                                    | – | Unabhängiger Staat Kroatien | 5:1 (2:0)            |
| 22. November 1950, Freundschaftsspiel              |   |                             |                      |
| BR Deutschland                                     | – | Schweiz                     | 1:0 (1:0)            |
| 11. Oktober 1953, WM-Qualifikation                 |   |                             |                      |
| BR Deutschland                                     | – | Saarland                    | 3:0 (1:0)            |
| 30. März 1955, Freundschaftsspiel                  |   |                             |                      |
| BR Deutschland                                     | – | Italien                     | 1:2 (1:2)            |
| 22. Mai 1957, Freundschaftsspiel                   |   |                             |                      |
| BR Deutschland                                     | – | Schottland                  | 1:3 (0:2)            |
| 23. März 1960, Freundschaftsspiel                  |   |                             |                      |
| BR Deutschland                                     | – | Chile                       | 2:1 (0:1)            |
| 24. Oktober 1962, Freundschaftsspiel               |   |                             |                      |
| BR Deutschland                                     | – | Frankreich                  | 2:2 (0:2)            |
| 9. Oktober 1965, Freundschaftsspiel                |   |                             |                      |
| BR Deutschland                                     | – | Österreich                  | 4:1 (1:1)            |
| 16. Juni 1968, Freundschaftsspiel                  |   |                             |                      |
| BR Deutschland                                     | – | Brasilien                   | 2:1 (1:0)            |
| 8. April 1970, Freundschaftsspiel                  |   |                             |                      |
| BR Deutschland                                     | – | Rumänien                    | 1:1 (1:1)            |
| 24. November 1973, Freundschaftsspiel              |   |                             |                      |
| BR Deutschland                                     | – | Spanien                     | 2:1 (2:0)            |
| 19. November 1975, EM-Qualifikation                |   |                             |                      |
| BR Deutschland                                     | – | Bulgarien                   | 1:0 (0:0)            |
| 16. November 1977, Freundschaftsspiel              |   |                             |                      |
| BR Deutschland                                     | – | Schweiz                     | 4:1 (3:1)            |
| 19. Mai 1981, Freundschaftsspiel                   |   |                             |                      |
| BR Deutschland                                     | – | Brasilien                   | 1:2 (1:0)            |
| 16. Oktober 1985, WM-Qualifikation                 |   |                             |                      |
| BR Deutschland                                     | – | Portugal                    | 0:1 (0:0)            |
| 25. April 1990, Freundschaftsspiel                 |   |                             |                      |
| BR Deutschland                                     | – | Uruguay                     | 3:3 (0:0)            |
| 19. Dezember 1990, Freundschaftsspiel              |   |                             |                      |
| Deutschland                                        | – | Schweiz                     | 4:0 (1:0)            |
| 23. März 1994, Freundschaftsspiel                  |   |                             |                      |
| Deutschland                                        | – | Italien                     | 2:1 (1:1)            |
| 1. Juni 1996, Freundschaftsspiel                   |   |                             |                      |
| Deutschland                                        | – | Frankreich                  | 0:1 (0:1)            |
| 25. März 1998, Freundschaftsspiel                  |   |                             |                      |
| Deutschland                                        | – | Brasilien                   | 1:2 (0:1)            |
| 17. April 2002, Freundschaftsspiel                 |   |                             |                      |
| Deutschland                                        | – | Argentinien                 | 0:1 (0:0)            |
| 20. August 2003, Freundschaftsspiel                |   |                             |                      |
| Deutschland                                        | – | Italien                     | 0:1 (0:1)            |
| 8. Juli 2006, WM-Spiel um Platz 3                  |   |                             |                      |
| Deutschland                                        | – | Portugal                    | 3:1 (0:0)            |
| 2. September 2006, EM-Qualifikation                |   |                             |                      |
| Deutschland                                        | – | Irland                      | 1:0 (0:0)            |
| 10. August 2011, Freundschaftsspiel                |   |                             |                      |
| Deutschland                                        | – | Brasilien                   | 3:2 (0:0)            |
| 5. März 2014, Freundschaftsspiel                   |   |                             |                      |
| Deutschland                                        | – | Chile                       | 1:0 (1:0)            |
| 4. September 2017, WM-Qualifikation                |   |                             |                      |
| Deutschland                                        | – | Norwegen                    | 6:0 (4:0)            |
| 3. September 2020, UEFA Nations League             |   |                             |                      |
| Deutschland                                        | – | Spanien                     | 1:1 (0:0)            |
| 5. September 2021, WM-Qualifikation                |   |                             |                      |
| Deutschland                                        | – | Armenien                    | 6:0 (4:0)            |
| 19. Juni 2024, EM-Gruppenspiel                     |   |                             |                      |
| Deutschland                                        | – | Ungarn                      | 2:0 (1:0)            |
| 5. Juli 2024, EM-Viertelfinale                     |   |                             |                      |
| Spanien                                            | – | Deutschland                 | 2:1 n. V. (1:1, 0:0) |
| 8. Juni 2025, UEFA-Nations-League-Spiel um Platz 3 |   |                             |                      |
| Deutschland                                        | – | Frankreich                  | 0:2 (0:1)            |

### American Football
Von 1994 bis 1997 war das damalige Gottlieb-Daimler-Stadion Austragungsort des jährlichen Eurobowl, dem Finale des damaligen Europapokalwettbewerbs im American Football. In der Saison 2025 ist die MHPArena Austragungsort des Championship Game genannten Finales der European League of Football.

## Trivia
Die MHPArena war das erste Stadion in Deutschland, in dem 1.000 Bundesligaspiele stattfanden.
Darüber hinaus ist es das einzige Stadion in Deutschland, in dem sowohl Endspiele aller drei großen europäischen Vereinswettbewerbe als auch Spiele der Weltmeisterschaften 1974 und 2006 sowie der Europameisterschaften 1988 und 2024 stattfanden.